# SVT (azienda)
Sveriges Television o SVT, è la compagnia pubblica televisiva di stato svedese. Appartiene al gruppo SVT Sveriges Television och Radio Grupp AB, di cui fa parte anche la Sveriges Radio.

## Storia

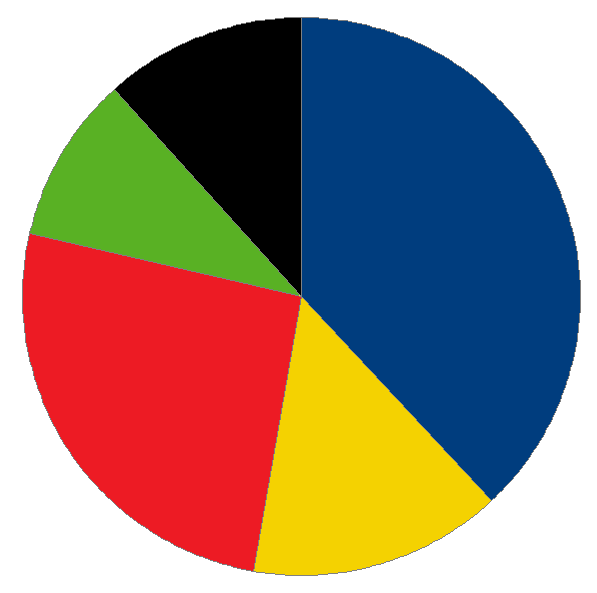
Audience televisiva in Svezia nel 2006: in blu sono rappresentati i canali SVT, in giallo quelli di Modern Times Group, in rosso quelli del gruppo TV4, in verde quelli svedesi proprietà di ProSiebenSat1, e in nero gli altri canali

La televisione fu introdotta in Svezia nel settembre 1956, ma la SVT è stata fondata nel 1979, quando SR, allora unica compagnia pubblica, diventa la capofila di 4 differenti divisioni tra cui quella televisiva. Ha diversi canali televisivi tra cui SVT1, SVT2, SVT24, SVT Barn (emittente per i giovani) e Kunskapskanalen (emittente culturale).
SVT, pur essendo pubblica, non appartiene allo Stato, ma a una fondazione amministrativa che ne garantisce l'indipendenza.

## Eventi organizzati
La SVT insieme alla SR organizza e trasmette ogni anno il Melodifestivalen, un festival musicale. Il vincitore di ogni edizione deve rappresentare la Svezia all'Eurovision Song Contest, che è stato vinto per sette volte dalla Svezia.
Insieme alla Rai, la SVT co-produce la serie televisiva italiana Il commissario Montalbano. 

Mappa illustrante i notiziari regionali della SVT

Il CEO della SVT è Hanna Stjärne.

## Canali televisivi
- SVT1 (anche in HD)
- SVT2 (anche in HD)
- SVT Barn
- Kunskapskanalen
- SVT24
- SVT World
- SVT HD
- SVT Play (servizio on-demand)

Oltre ai suddetti canali, la SVT possiede anche alcune emittenti televisive regionali.

## Finanziamenti
La SVT fino al 2019 era finanziata dal canone televisivo, che era di 2076 corone svedesi (232,47 euro); è stato sostituito da una tassa basata sul reddito. Trasmette pubblicità durante alcuni grandi eventi sportivi e non.